# Itsakar
Itsakar (in armeno Իծաքար?, chiamato anche Itsaqar) è un comune dell'Armenia di 380 abitanti (2001) della provincia di Tavush.